# Aristóteles de Ananias Jr.
Aristóteles de Ananias Jr. (posteriormente grafada como Aristhóteles de Ananias Jr.) foi uma banda brasileira de rock alternativo baseada em Porto Alegre e ativa na década de 1990. Criada em 1988 por Marcelo Birck, integrante da Graforréia Xilarmônica, primeiro como um espaço de experimentação informal e ocasional de novas ideias, em 1991 a banda assumiu um caráter permanente, mas passou por várias formações, realizando diversos shows no estado do Rio Grande do Sul, em bares e espaços institucionais.
Sua sonoridade incorporava a uma base de rock, uma diversidade de outros elementos derivados da música pop, da música regionalista e da música erudita, em uma mistura que despertou atenção da mídia e do público pela sua radicalidade, originalidade e irreverência, sendo elogiada por pesquisadores da história do rock gaúcho e por músicos destacados, mas desencadeando também muita resistência nos apreciadores do rock tradicional. 
Seu estilo de apresentação era performático, dando grande importância à visualidade em figurinos e cenários elaborados pelos próprios músicos. A banda dissolveu-se em 1997, tendo exercido influência sobre outros grupos e deixado seu trabalho registrado em uma fita demo e um CD, além de lançar alguns videoclipes e dois filmes trash.

## Trajetória
A banda foi criada em 1988 por Marcelo Birck (vocal, guitarra e compositor), fazendo seu primeiro show no Bar Ocidente no mesmo ano. Surgida como um projeto paralelo à Graforréia Xilarmônica (da qual faziam parte Marcelo e seu irmão Alexandre), tinha uma proposta informal de diversão ao mesmo tempo em que se aproveitavam espaços favoráveis a investigações sonoras. A princípio o projeto não possuía nenhuma intenção de continuidade, e os músicos eram convidados de acordo com as circunstâncias. Com tal proposta, foram realizadas apresentações esporádicas e com diversas formações, que incluíram Alexandre "Ograndi" Birck (bateria), Carlos Eduardo Miranda (teclado), Chico Machado (baixo e vocal), Luciano Zanatta (saxofone alto) e Ricardo Frantz (violino). O nome da banda surgiu por acaso. De acordo com Birck, ele estava lendo e assistindo TV ao mesmo tempo, quando ouviu o apresentador citar "Aristóteles" na TV, leu no jornal o nome "Ananias", e ouviu alguém gritar "Júnior" na rua.
Em 1991 a formação fixou-se com Marcelo, Alexandre, Luciano, Chico e Ricardo. A partir daí a proposta tornou-se mais definida, com repertório fixo, ensaios e shows regulares, mas continuava a ser a experimental. O Instituto de Artes da UFRGS foi um ponto de encontro. Quase todos os integrantes haviam estudado ou ainda estudavam no Instituto, e ali foram feitas apresentações. Todos também se interessavam pelas artes visuais, Chico e Ricardo haviam se graduado neste campo, o que trouxe a visualidade para o centro das atenções da banda, refletindo-se em seus cenários, figurinos e performances.
Em 1991 foi realizado um show marcante, intitulado Mim Notauro, Você Jane, apresentado em quatro dias (20 a 23 de junho) na Sala Carlos Carvalho da Casa de Cultura Mário Quintana, e que significou o lançamento "oficial" da banda na cena gaúcha, mesmo já tendo antes realizado muitas apresentações. Até então atuando basicamente no underground, a proposta incomum despertou a curiosidade da imprensa, que publicou várias matérias na ocasião, dando grande visibilidade à banda. Após várias aparições em bares da cidade, Alexandre deixou a banda, sendo substituído por Diego Silveira na bateria.

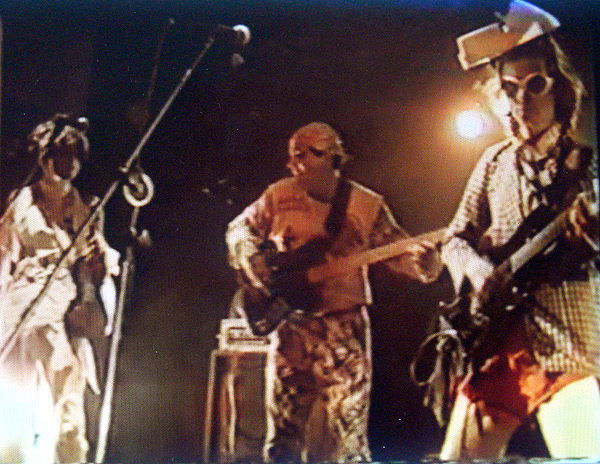
Show no Bar Porto de Elis.

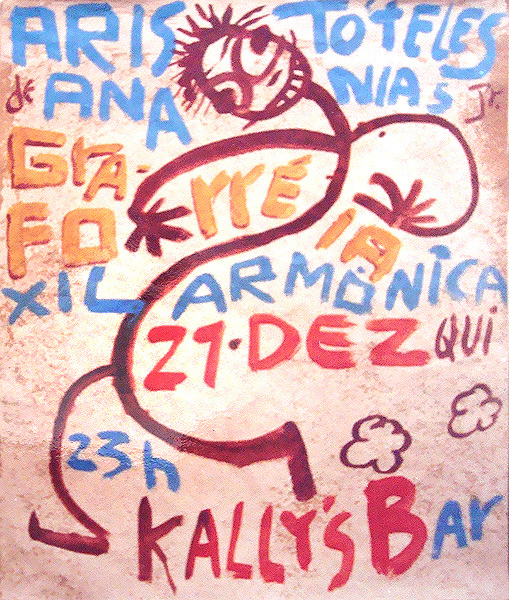
Um dos cartazes artesanais produzidos para um show da banda juntamente com a Graforréia Xilarmônica, no Kally's Bar, Porto Alegre.

Em 1992 a banda gravou o programa Talentos do Sul, dividindo o palco do bar Porto de Elis com Os Replicantes, show veiculado no mesmo ano pela RBS TV. O show marcou a saída de Chico Machado do grupo. Em 1993, mesmo sem um baixista fixo, decidiram registrar o repertório em estúdio. Para esta gravação, Marcelo assumiu o baixo (além da guitarra e vocais), e em duas sessões começou a surgir o que viria a ser a fita demo do grupo. Durante o ano, novas composições foram gravadas, com Pedro Porto no baixo (também integrante da Ultramen), mais a participação especial de Arthur de Faria (vocais) e Carlo Pianta (baixo).
A fita demo foi lançada em 28 de setembro de 1993, num show no bar Garagem Hermética. Com 20 faixas, inclui entre outras "Fúlvio Silas II", "Canibalismo Odara", "Grenal do Amor", "Bico de Pato" e "Saudades do Alegrete". Nesta ocasião, consolidou-se a formação pela qual a banda ficou mais conhecida: Marcelo Birck, Ricardo Frantz, Pedro Porto, Luciano Zanatta e Diego Silveira. Na época, a movimentação em torno de produções independentes estava no auge, e a proposta inusitada chamou a atenção de vários veículos de comunicação do país. Destacam-se em 1993 também a participação no festival Rock 40 Anos promovido pela Secretaria Municipal de Cultura de Porto Alegre, e no festival Fora das Média, idealizado por Arthur de Faria.
Em 1994 foram realizados vários shows no interior do estado (Pelotas, Santa Maria, Caxias do Sul, Livramento, São Lourenço e Passo Fundo) através do grande projeto Circuito de Rock, promovido pela RBS TV, que movimentou mais de 300 bandas gaúchas e deixou um registro em CDs. Em 1995 participaram da coletânea Segunda sem Ley, (parceria do selo Banguela Records com a Rádio 107.1), com produção de Egisto 2, e a composição "Grenal do Amor" batizou um evento esportivo promovido pela Rádio 107.1, no qual músicos de várias tendências disputavam um Grenal (clássico do futebol gaúcho), evento que chamou a atenção da mídia pelo seu humor, que lhe deu espaço em várias matérias.
Com a colaboração de Munir Klamt, a faixa Bico de Pato, virou um videoclipe criado a partir da reciclagem de antigos filmes super-8, tendo sido veiculado com alguma regularidade pela MTV Brasil no verão de 1996. Dois outros clips foram apresentados na MTV: "Freeway" e "Canibalismo Odara". Ainda em 1996 saiu o seu primeiro e único álbum, intitulado Aristhóteles de Ananias Jr., pela Grenal Records, selo independente de Marcelo Birck. Registrado em um período de transição da técnica de gravação analógica para a digital, as sessões de gravação basearam-se na experimentação de possibilidades. Se a princípio as condições técnicas não se mostraram muito favoráveis à proposta, o contato com Thomas Dreher, técnico de masterização do CD, foi fundamental para que o grupo pudesse, através dos meios computadorizados, vislumbrar novas possibilidades de manipulação e transformação do material sonoro. Desta forma a masterização, em geral um procedimento primariamente técnico, acabou se revelando um verdadeiro laboratório de pós-produção criativa. No mesmo ano a banda participou da gravação ao vivo do CD comemorativo da 150ª apresentação do Projeto Unimúsica da UFRGS, e foi realizado um show com o repertório do CD no Programa Radar, exibido pela TV Educativa de Porto Alegre, mas para os seus membros já ficava claro que a banda se aproximava de seu fim. Com novos objetivos e desafios se apresentando para cada um, a dissolução do grupo foi um processo natural. Em 1997, com a formação Marcelo Birck na guitarra e voz, Alexandre Birck na bateria, Thomas Dreher na guitarra e Lawrence David no baixo, ocorreu a última aparição do grupo em palcos, no festival Made in China, que teve lugar no Auditório Araújo Viana.

## Obra

### Contexto

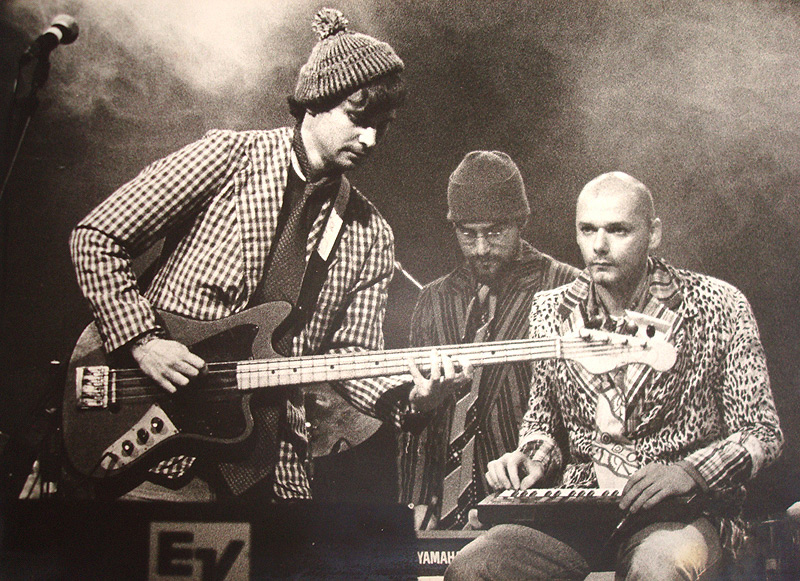
Apresentação no programa Radar, da TV Educativa do Rio Grande do Sul

A banda surgiu em um momento de grande efervescência no cenário da música popular brasileira, quando o rock se consolidava em larga escala em todo o país desde os anos 80 e nos anos 90 continuava em uma trilha ascendente, ainda que neste último período enfrentasse crescentes dificuldades de mercado: Segundo Rogério Ratner,
"Em que pese o acesso ao mainstream tenha ficado cada vez mais restrito e difícil, dentro de uma estratégia das grandes gravadoras de concentrar seus investimentos em artistas/bandas do gênero que garantissem retorno garantido, havendo uma diminuição significativa na aposta em novos trabalhos, o certo é que isto não refreou o surgimento de uma infinidade de novas formações, em diversos estilos e trazendo inúmeras referências.... Algumas destas tendências, é bem verdade, já pontificavam nos anos 80, mas foram, sem dúvida, aprofundadas nos anos 90, inclusive com a consolidação de nichos próprios".
O Rio Grande do Sul não foi exceção, com a movimentação roqueira iniciando na capital, Porto Alegre, particularmente em torno do bairro Bom Fim, uma espécie de reduto da contracultura, onde funcionam até hoje um bar que se tornou icônico, o Ocidente (onde a Aristóteles se apresentou pela primeira vez), e o Auditório Araújo Viana, da Prefeitura Municipal, que deram espaço para shows memoráveis, "congregando bandas e artistas com já larga folha de serviços prestados à música urbana e ao rock do RS com novos nomes que iam surgindo", como disse Ratner, embora a produção local só tenha ganhado notoriedade no centro do Brasil relativamente tarde. Esta expansão foi facilitada pela criação de vários selos independentes no estado, que deram uma certa autonomia aos músicos locais, e pela passagem da tecnologia analógica para a digital, que reduziu a dependência dos músicos em relação às grandes gravadoras, tendo como resultado uma explosão do mercado independente.

### Estilo e repercussão

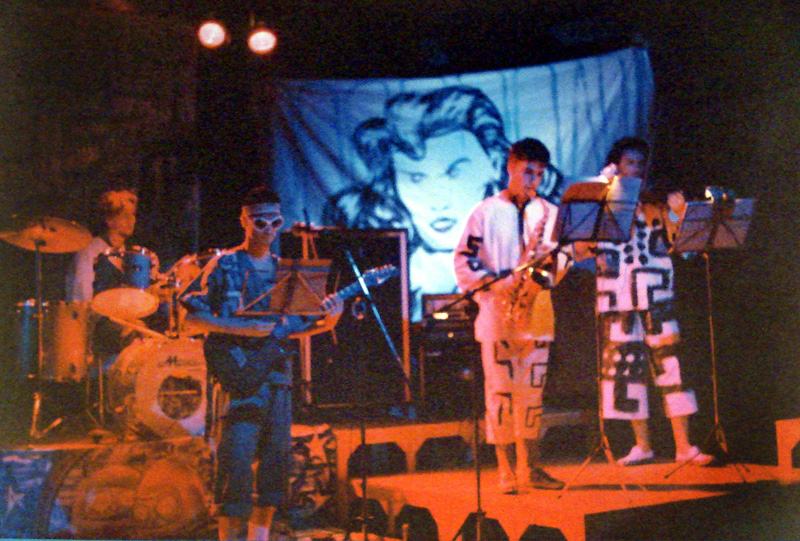
Show Mim Notauro, Você Jane, na Casa de Cultura Mario Quintana.

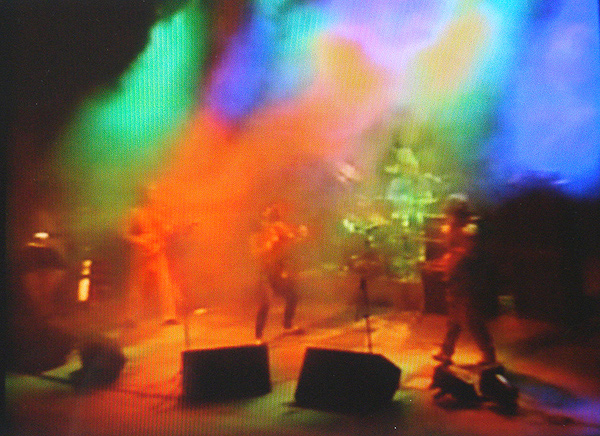
Show na Reitoria da UFRGS.

Suas apresentações se caracterizavam por um estilo performático, com cenários e figurinos inusitados criados pela banda, empregando materiais descartáveis e remetendo ao imaginário psicodélico, sempre com forte tendência ao non-sense e a referências extra-musicais. A sonoridade da banda pode ser definida como tendo uma base derivada do rock da década de 1960, sobre a qual são adicionados elementos de outras práticas musicais, como contraponto, atonalismo, ruidismo, incluindo alguns de outras matrizes pop e eventualmente regionalismos, além de empregar o acaso, descontinuidades, desconstrução, politexturas e improviso. Como relatou Marcelo Mendes em matéria escrita para o site Overmundo, esta combinação incomum de influências causou sensação, mas também desencadeou forte rejeição entre os acostumados com o rock tradicional: "O ápice dessa 'queimação de filme' foi o lançamento do disco da Aristóteles que, segundo ele (Marcelo Birck), teria sido um fim de carreira, tamanho o impacto: 'as pessoas ouviam o disco ou viam o show e tomavam aquilo como ofensa pessoal' ". Mendes pensa que para um entendimento da proposta da banda seria necessário abrir espaço "para uma nova sensibilidade, afeita não a algo 'verdadeiro' de antemão, mas às potências do falso – no que diz respeito àquilo que ainda pode vir a ser (rock ou outra coisa qualquer) 'real', ou seja, uma verdade a ser criada, uma estética a ser estabelecida, uma sensibilidade a ser desenvolvida".
Para o crítico da Zero Hora Luiz Paulo Santos, "classificar a banda de demente é pouco. A começar pelos trajes tropical-psicodélico de seus integrantes, a AAJR promove a anarquia total em palco. O grupo é ótimo, um dos melhores dos últimos anos, junto com a Graforréia Xilarmônica". Marcelo Ferla, também escrevendo para a Zero Hora, comentando a participação da banda no Projeto Unimúsica da UFRGS, disse que "o Aristóteles foi o melhor da noite. Da entrada triunfal à produção de roupas, dos discursos anti-Parreira aos arranjos disformes, o grupo ganhou a plateia. O coquetel de hinos bregas, ska, funk e até heavy é empolgante, e a sacada de tocar — em versão hardcore, mixada ao tema de Banana Split — o jingle das Casas Pernambucanas é digna de aplauso. Vitória retumbante do rock gaúcho". Marcos Pinho Gomes, do Correio do Povo, a qualificou como "uma das bandas mais malucas e originais do pop gaúcho". Ricardo Alexandre, em matéria para O Estado de São Paulo, comentou:

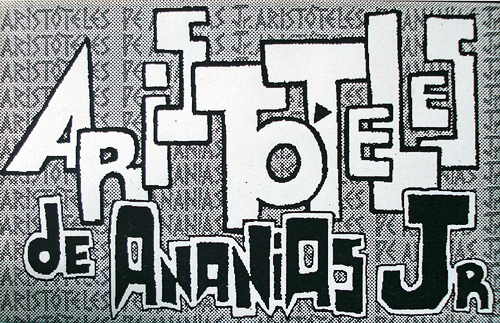
Capa da fita demo.

"Dois discos sempre exerceram particular fascínio sobre mim: A Saucerful Of Secrets, do Pink Floyd, e o 'álbum branco' dos Beatles. De repente, uma demo tape vinda dos cafundós do Rio Grande do Sul me despertou a mesma sensação. Os responsáveis: Aristóteles de Ananias Jr. Já na primeira música, Canibalismo Odara (que mereceu até um clip que deve estrear em breve), você percebe que as coisas não vão bem na cabeça dos caras: guitarras e vozes invertidas, letras incompreensíveis e andamento torto. [...] O resto, meu chapa, é coisa de doido varrido. [...] Eles apresentam três fatores que fazem a diferença: bom-humor, produção em cima e uma noção (mesmo que vaga) do que é pop music".
Nas palavras de Eduardo Egs, escrevendo em 2006 para o Overmundo, "usando colagens de trechos de músicas, sobreposição de vozes e muito, mas muito atonalismo, o Aristhóteles causou impacto na cena porto-alegrense. O trabalho da banda foi reunido em um CD lançado em 1996 pelo Grenal Records, selo do próprio Birck. Hoje, passados dez anos, ainda impressiona ouvir as experiências sonoras desse registro". Para o músico, compositor e professor da Unisinos Frank Jorge, a Aristóteles foi "tão rock and roll como Arrigo Barnabé foi rock and roll pra música brasileira. Só que, lógico, rock não se tratando daquela coisa de três acordes, mas em termos de postura". Os pesquisadores Humberto Keske e Lidiani Lehnen, citando várias bandas gaúchas que surgiram na época, como Tequila Baby, Júpiter Maçã, a Aristóteles e outras, consideram que foi "inegável a influência das bandas do momento de explosão do rock gaúcho para o que se produziu [no Brasil] nos anos 90". Arthur de Faria, músico, compositor e pesquisador gaúcho, em sua publicação Um Século de Música no Rio Grande do Sul, disse que a banda "produziu uma fita demo excepcional e um CD quase inaudível de tão desconstruído", e definiu a proposta como "a experiência musical mais radical feita em música popular nestas terras". Hermano Vianna também enfatizou o caráter investigativo do trabalho, dizendo que a banda era "herdeira de uma tradição de música experimental brasileira".

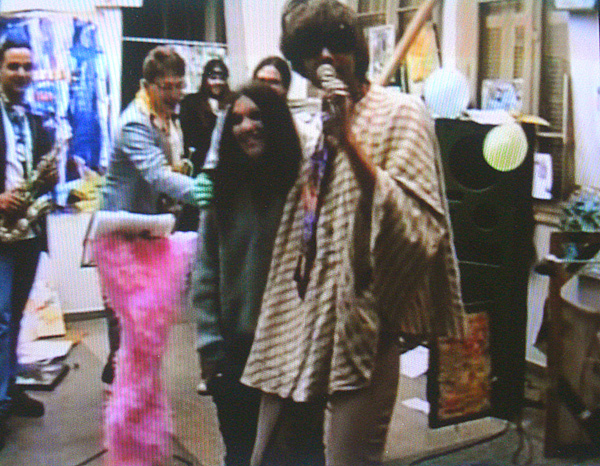
Momento no show de calouros Chinelizemo a Vernica, organizado pela banda na Casa de Cultura Mario Quintana na vernissage da exposição Pinturas Grandes e Pinturas Pequenas, de Ricardo Frantz, com músicos convidados (Orquestra de Câmara, Mesa e Banho) e participação do público.

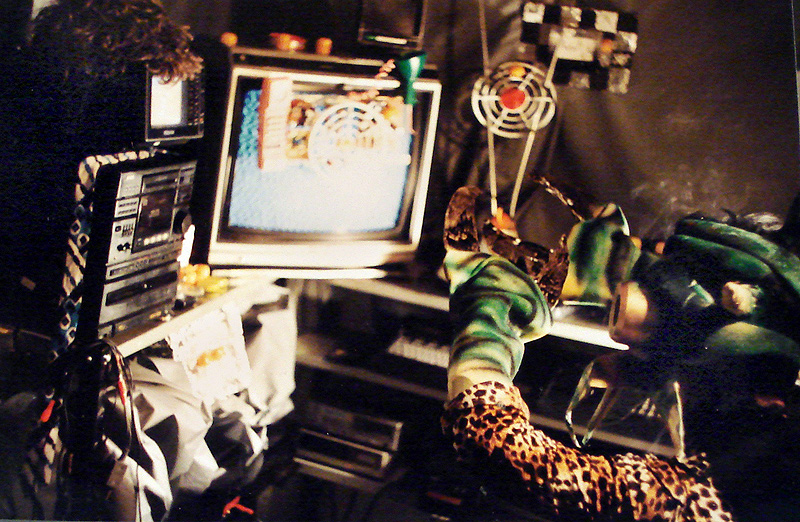
Cena do filme trash Projeto Espacial B, mostrando o alienígena Zoltan Gork em sua nave espacial.

A banda foi citada no livro Gauleses Irredutíveis: causos e atitudes do rock gaúcho, lançado em 2001 e considerado um registro fundamental da história do rock no estado, e teve seu CD incluído na lista, anexa ao livro, dos 100 melhores discos do rock gaúcho. "Pagode Acebolado" fez parte da coletânea Gauleses Irredutíveis Merecem Aplauso, publicada pela revista Aplauso em comemoração aos 10 anos do lançamento do livro. A demo e o CD da banda foram incluídos na "Discoteca básica do rock sulista (anos 80, 90 & 00)" elaborada por Fernando Rosa e Flávio Sillas Jr., respectivamente editor e colaborador da revista Senhor F. Na opinião do músico Edu K, a canção "Bico de Pato" deveria estar entre as cinco músicas que melhor traduzem a alma gaúcha. De fato, ela se tornou uma das mais conhecidas da banda, e seu videoclipe se tornou popular na MTV. Ela também foi incluída numa coletânea de raridades lançada em 2010 pelo selo independente Midsummer Madness do Rio de Janeiro. O autor da compilação, Gabriel Thomaz, disse que "essa fita (a fita demo) circulou bastante em São Paulo e a gente estava sempre ouvindo essa música por vários lugares". Seu CD foi incluído no livro 100 Grandes Álbuns do Rock Gaúcho, organizado por Rafael Cony e Cristiano Bastos em 2021. A lista de selecionados foi definida pelo voto de cem diferentes curadores ligados à área cultural, entre músicos, radialistas, produtores e jornalistas.
O trabalho da banda também foi elogiado por Glerm Soares, pesquisador e músico experimental, ao elaborar sua lista Top Ten para o Mondo Bacana, incluiu o disco da Aristóteles e disse: "Marcelo Birck é poderoso. Fico de cara quando não levam o cara a sério por preconceito ao seu lado escrachado. O cara inventou uma estética totalmente própria, misturando jovem guarda com atonalismo e tosqueira. As letras são um caso à parte, fuzzy-logic total, como diria Timothy Leary". A banda foi um padrão de referência para outros músicos e grupos, influindo notadamente sobre o trabalho da banda Repolho, de Chapecó, e das bandas porto-alegrenses Chumbo Grosso e Relógios de Frederico, servindo, como disse Bruno Eduardo, do Rock Press, como um exemplo de arte livre e sem paradigmas que ajudou a renovar a cena do rock.
Sua produção, além do disco e da fita demo, inclui também dois filmes trash, realizados com a colaboração de Munir Klamt: Projeto Espacial B (1995), lançado pela produtora Vortex em evento no centro cultural Usina do Gasômetro em 9 de novembro de 1995, como parte do Projeto Usina Video Rock; e A Morte Veio de Marte (1996), além de diversos videoclipes ("Canibalismo Odara", "Bico de Pato", "Freeway", "Saudades do Alegrete") e trabalhos em vídeo de características abstratas.

## Formações
- 1991: Marcelo Birck, Alexandre Birck, Ricardo Frantz, Luciano Zanatta e Chico Machado;
- 1993: Marcelo Birck, Diego Silveira, Ricardo Frantz, Luciano Zanatta e Pedro Porto;
- 1997: Marcelo Birck, Alexandre Birck, Thomas Dreher e Lawrence David.

### Integrantes
- Marcelo Birck - vocal e guitarra
- Luciano Zanatta - saxofone alto e vocal
- Pedro Porto - baixo
- Alexandre "Ograndi" Birck - bateria
- Ricardo André Frantz - violino e vocal
- Chico Machado - baixo e vocal
- Diego Silveira - bateria
- Lawrence David - vocal
- Thomas Dreher - baixo, teclado, bateria
- Carlos Eduardo Miranda - teclado

## Discografia
- Aristóteles de Ananias Jr (1993, cassete)
- Aristhóteles de Ananias Jr. (1996, CD)

## Videoclipes e filmes
- "Canibalismo Odara" (1994, videoclipe) com direção de Gilson Vargas
- "Bico de Pato" (1995, videoclipe) com direção de Marcelo Birck e Ricardo Frantz
- "Saudades do Alegrete" (1995, videoclipe) com direção de Munir Klamt, Marcelo Birck e Ricardo Frantz
- "Fúlvio Silas II" (1995, videoclipe) com direção de Munir Klamt
- "Freeway" (1995, videoclipe) com direção de Munir Klamt
- Projeto Espacial B (1995, filme trash em vídeo)
- A Morte Veio de Marte (1996, filme trash em vídeo)
- "Pagode Acebolado" (1997, videoclipe) com direção de Munir Klamt

## Prêmios e indicações

### Prêmio Açorianos
| Ano  | Categoria     | Indicação                  | Resultado |
| ---- | ------------- | -------------------------- | --------- |
| 1994 | Grupo Musical | Aristóteles de Ananias Jr. | Indicado  |